# 龍鳳號航空母艦
龍鳳號航空母艦（りゅうほう）是第二次世界大戰時日本帝國海軍的一艘輕型航空母艦。原名大鯨（大鯨 たいげい），是一艘潛水母艦，1941年11月30日改名龍鳳，作为轻型航母重新服役。

## 興建背景及服役初期
1930年倫敦海軍條約簽署後，簽約國的補助後勤艦艇規格受到進一步管制，簽約國不被允許建造標準排水量1萬噸以下的潛艇支援艦及補給艦；受制於噸位限制，日本帝國海軍原本希望將補助艦列入海軍航空兵力一環的構想受挫，因此轉而決定讓後續建造的支援艦艇都具備改造成航空母艦的潛力，這也是後來日本在開戰後出現多艘改造航艦的濫觴。與大鯨號相同設計方針的還有後來改造為祥鳳級航空母艦的劍崎、高崎兩艘快速運油艦，這幾艘第一批大規模使用電焊工序造艦之大型軍艦都是由橫須賀海軍工廠所製。
在日軍在1933年決定建造大鯨號時，雖然在名稱上還是潛水母艦，但已經內定她將是航空母艦預備艦。除此之外，她也是日本第一艘嘗試使用全電弧焊造艦的萬噸級軍艦，在之前的電焊工序造艦只有在八重山號佈雷艦使用；不只如此，大鯨號同時在實驗的項目還有大型艦艇用柴油引擎，日本從1932年起開發供大型艦用高輸出功率柴油引擎，使用了柴油引擎不僅是在續航力上有著更卓越的表現，而且以往困擾著航空母艦的煙囪排煙設計也可以更加自由。按照日本帝國海軍設計，每一艘潛水母艦需要支援3組潛艦支隊，意味著她可以為9艘潛艦支援後勤相關補給。為了符合條約規定後勤艦極速不能超過20節，大鯨號裝設的柴油引擎出力限制在每臺8,000匹軸馬力標準，並運用2臺並聯的方式驅動雙軸輸出。但如果要改裝成航空母艦的時候，輪機艙可以增設到8臺柴油引擎，輸出功率可以增加到每台8,500匹軸馬力以上，並可再增設兩組螺旋槳以四軸輸出；因此在計畫改裝航艦時，大鯨號輸出功率達70,000匹軸馬力，於標準排水量9,600噸時達成33節極速，但需要把艦體水線長縮到210公尺。
艦載機設計上，最初為9架九O式艦上戰鬥機、21架八九式艦上攻擊機。
大鯨號的造艦預算在1931年第一次軍備補充計畫時未能納入，但以增列預算的方式排入造艦序列，1933年4月12日開工。受惠於電銲工法，這艘軍艦只用了7個月的時間便下水，1934年3月31日完工服役。

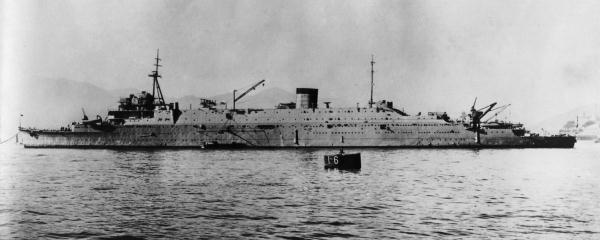
1935年春季在吳港拍攝到的大鯨號潛水艇母艦。

在大鯨號之前，電銲工法雖然在日軍艦艇中已有使用，但用途只限在不涉及船隻縱向強度結構計算部分，包括上層結構與少量隔艙。為了大規模電銲，原本只打算培訓70位焊工的橫須賀海軍工廠大量培訓了200位以上焊工因應大噸位軍艦所需工序；焊接工法因氣溫導致的金屬熱漲冷縮現象，加上與技術不熟練等問題，造成大鯨號在造艦過程中已經出現工藝不良狀況，但沒有及時發現解決的結果造成艦殼完成後發現艦艏和設計圖對比差距有朝上彎了150公厘、艦艉則歪了100公厘，艦體歪斜的現象糟糕到導致螺旋槳轉軸無法穿入。由於大鯨號的下水日程已經通知昭和天皇，因此沒有辦法更改；為了盡快拯救艦體缺陷，工程師決定切開船體，切開的區段使用鉚釘臨時連結，利用船殼的重量與重力自然下垂的方式校正。1933年10月28日，橫須賀海軍工廠設置大鯨號艤裝事務組。1933年11月16日本艦下水，同座船臺則在12月11日起新建鈴谷號重巡洋艦。
雖然是趕在7個月內下水，但當時的艦體校正方案並沒有效果；最後還是將艦艏段整個切開，以鉚釘工序將船體整形。1934年3月11日大鯨號在公文上完成服役手續，趕在1年內服役，但只是跑完文書形式；既有發生的缺陷問題都得需要增加預算去修改缺失，但當時日本帝國海軍也沒有多餘經費去立刻改正補強，因此下水後的大鯨號不但居住區艤裝並沒完成、艦內電力配線也只是臨時性的拉好配線並未加固、甚至連柴油主機本體都沒正式試俥過。但官方並不能公開承認這個重大瑕疵，因此大鯨號艤裝事務組仍然「按規定」功成身退，但相關人員編制直接全部轉移到「大鯨陸上事務所」繼續工程。紙面上完工的大鯨號在服役初就立刻編入後備艦讓她有時間邊測邊改，並未真正編入任何一個艦隊投入戰備。
在大鯨號還在船塢內修改時，帝國海軍因友鶴事件對所有戰列軍艦實施穩定性全面再計算；為了增加穩定性，大鯨號在艦體下層增加壓艙物，重量約有1,000公噸。而原本為了藏匿航空母艦功能而放在艦體各處的小艇則統一集中在艦艉吊掛、並在艦艉處設置淡水補給設備、後機械艙完成設置。1934年7月1日大鯨號編制移籍吳鎮守府，11月15日編入訓練艦列，1934年11月20日大鯨號技術上正式完工。完工後隨即自橫須賀出海，11月24日抵達伊勢神宮附近海域，11月25日抵達吳港。但是到達吳港的大鯨號還有一部分艤裝並未施工，而是在1935年春季在吳海軍工廠完成。
大鯨號的艦身上部結構有一部分是大型平台，且有飛機庫和昇降機；設計公試排水量應為10,500公噸，但實際下水時計算的數字是10,711公噸，如加入友鶴事件的改良後則增為11,711公噸。但真正海試時的公試排水量增肥到12,662公噸、滿載排水量14,282.5公噸；大鯨號海試時試還沒裝上高射炮、探照燈、彈射器等武備，1935年服役初曾臨時裝上雙連裝十年式12公分高射砲，到1935年秋季才換上計畫制式武器八九式127公厘高射炮，水上偵察機編制則配備十四式水上偵察機。
艦身工藝問題處理完後，緊接著讓大鯨號役程再次陷入災難則是她的主機；艦政本部式柴油引擎不但燃燒廢氣量大、故障率高、且輸出功率不到計劃值的一半。1935年9月18日的海試時只達成輸出18,254匹軸馬力，極速因此只有20.1節，雖然日本在德國級裝甲艦成功後有引進M.A.N柴油機技術試圖重現德國經驗，但實際國產化後性能大失所望，日本一部分海軍人士後來認為這個政策乃無謀之舉。電銲工藝的檢驗最後則是靠大自然現型，1935年的第四艦隊事件大鯨號也躬逢其盛，當時她編入第四艦隊底下的第二戰隊（足柄、川內、大鯨），任務為擔任假想敵美軍，結果則是慘不忍睹。1935年9月26日下午2點10分，大鯨號的後部防水門遭巨浪打壞，海水灌入舵機艙浸壞了操舵專用電動馬達，惡劣的海況也無法採用人力操舵，在該次事件中大鯨號完全無法控制航向；大鯨號返回橫須賀調查後發現船體焊點發現大量龜裂現象，在應急修理後開抵吳港實施大規模檢修。1936年1月再度進入橫須賀海軍工廠實行大規模改造，從1936年1月至1937年7月實施主機更換與艦體補強。
1937年7月與中國之間的戰爭擴大時，大鯨號在1937年8月編入第三艦隊開赴中國戰場，但10月即回國編入預備艦編制，實施艦體結構強化工程。該工程是為了考慮未來改裝航空母艦所需，因此在艦體兩側增加了提升浮力的突出隔艙，並拆除了壓艙物；該工程原定在1938年夏季完成，與工程同時進行有增設一組水上飛機用火藥彈射機、艦艉甲板加高一層、柴油引擎吸氣口改良等。經過強度再計算與強化工程等時間超過預期，大鯨號直到1938年9月才編入第一潛水戰隊，接替伊號第七潛艦，正式擔任原始設計中潛水艇母艦旗艦任務。

## 實戰

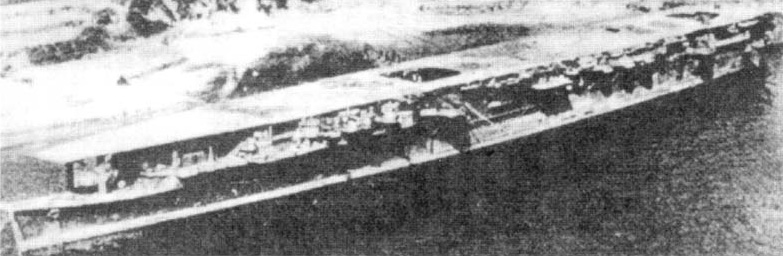
二戰後由美國人拍攝的龍鳳號照片，可見飛行甲板已受到破壞

1938年編入潛水戰隊後，大鯨號曾短暫地支援華北與南洋活動的日軍潛艦後勤任務；1940年11月15日編入第六艦隊隸屬之第一潛水戰隊、1941年4月10日改編同屬第六艦隊之第二潛水戰隊旗艦，派駐瓜加林環礁。1941年12月4日開戰前夕返回吳港，12月20日在橫須賀入塢實施航艦改造工程。
艦政本部雖然設計初計畫讓大鯨號可在3個月內改造成航艦，但史實上大鯨號在1941年12月入塢後仍花了11個月時間才完工。造成與計畫不符的理由有兩點：
1. 原安裝的柴油引擎主機性能太差，非得更換主機，涉及艦體動力部分的改裝勢必得切割下部艦殼結構取出主機、不能如原始預想的只增添上層甲板結構便完成改造，因此工期無法縮短。
2. 在橫須賀改裝時，大鯨號運氣極差在4月18日被轟炸東京的B-25轟炸機砸中一枚500磅炸彈與多發小型燃燒彈；500磅炸彈在右舷甲板造成長8公尺、寬15公尺的大洞，就一艘寬23公尺的航艦來說基本上飛行甲板功能已經差不多報銷。為了修理，多花了4個月時間施工[36]。然後1942年5月珊瑚海海戰讓翔鶴號航空母艦重創，橫須賀又得分派人手修理，這些損失使龍鳳號改裝進度大幅落後；正式以航空母艦的身分恢復現役已是1942年11月28日，比起祥鳳級要來得晚。服役後的龍鳳號編入第三艦隊。

雖然1942年底的日本海軍航艦兵力已經因中途島海戰重創，但龍鳳號並沒有因此受到重視，主因是她的航速不足難以作為一線主力使用；加上當時海軍飛行員也尚待整訓，龍鳳號服役初主要作為運輸艦與訓練艦使用。1942年12月初，日本海軍決定派遣龍鳳號、沖鷹號至楚克錨地，由時津風號驅逐艦、卯月號驅逐艦護衛，t該次任務龍鳳號艦載機隊除搭載15架零戰與16架九九艦爆，還額外增放了陸軍第6飛行師團飛行第45戰隊所屬的22架九九式雙發輕轟炸機與配屬的飛行員作為運輸艦用。不過出航前因為沖鷹號主機故障，使得龍鳳號和時津風號在1942年12月11日先行離開橫須賀港；12月12日早上9點10分，在八丈島東方約160海浬處，龍鳳號遭到美國海軍鼓魚號潛艦（USS Drum, SS-228）襲擊，1枚魚雷打中了龍鳳號的右舷。雖然未造成致命傷，但派遣任務也就無法繼續，龍鳳號在時津風號護衛下返回橫須賀修理。
1943年3月19日，修復完成的龍鳳號擔任訓練艦。同年6月上旬編入第二航空戰隊，該部隊獲令開赴楚克錨地為南太平洋日軍提供空中掩護；不過這次任務換其它航艦出事，飛鷹號航空母艦在6月10日剛從橫須賀出港就被美軍潛艦襲擊重創，被五十鈴號輕巡洋艦拖回橫須賀整修，於是6月11日飛鷹號機組員換乘龍鳳號繼續任務。6月16日，龍鳳號隨同第三戰隊開赴南太平洋，原配屬在航艦上的飛行部隊則移駐至當地陸上基地；7月2日，該飛行隊由拉包爾轉場至布干維爾島的布因，不過僅半個月的激戰後該飛行隊便折損過半，被迫解編，殘存人員轉調至二〇四海軍航空隊。龍鳳號則在7月24日返回日本，飛行隊的缺額則從飛鷹號補充。
1944年5月，龍鳳號參加馬里亞納海戰，龍鳳號派出兩批飛機空襲美國艦隊但幾乎一去不回，之後美國戰機反攻日艦，龍鳳號受到來自企業號航空母艦的4架TBF復仇者式轟炸機攻擊，但幸運無被炸中，龍鳳號開回日本曾參與數次運輸任務與訓練航艦任務；1945年3月19日在吳港受到第58特遣艦隊空襲，該次空襲龍鳳號遭命中3發500磅空用炸彈、2發5.5英吋空用火箭，對艦上航空設施的損害可說相當徹底。炸彈直接把2座升降機都炸爛，設置前升降機的艦體中央部分拱起2公尺、以該處為中心約50公尺的艦體都出現嚴重的龜裂現象、炸彈破片灌入1號鍋爐將其徹底摧毀、船尾下沉約2公尺，人員死亡30人、受傷20人。
在3月份這次受創後，龍鳳號艦體結構很明顯已經受到嚴重破壞，也無修復的可能；因此在4月20日，龍鳳號改列第四預備艦狀態，雖然仍然繫泊於吳港江田島海域，但大部分的乘組員已經下船務農。1945年7月下旬吳港再度遭受毀滅性空襲的時候，龍鳳號艦上的高射武器仍處於正常運作狀態。28日空襲中發射了高角砲12發、機槍252發還擊；港內艦艇在多波空襲後多數遭擊沉座底，因此吳港守備司令下令被擊沉的大淀號輕巡洋艦、利根號重巡洋艦艦上水手拆卸單管25公厘防空機砲，加裝在尚未擊沉的鳳翔號航空母艦與龍鳳號上強化火力、讓她們成為固定防空陣地，直到8月日軍投降。
由於龍鳳號的結構已經不適合航行，盟軍並沒要求將她修復，1945年11月30日龍鳳號自海軍除籍；1946年4月2日在吳海軍工廠實施解體工程，9月25日完成拆解。